# ジョン・ジェームズ・ハイデッガー

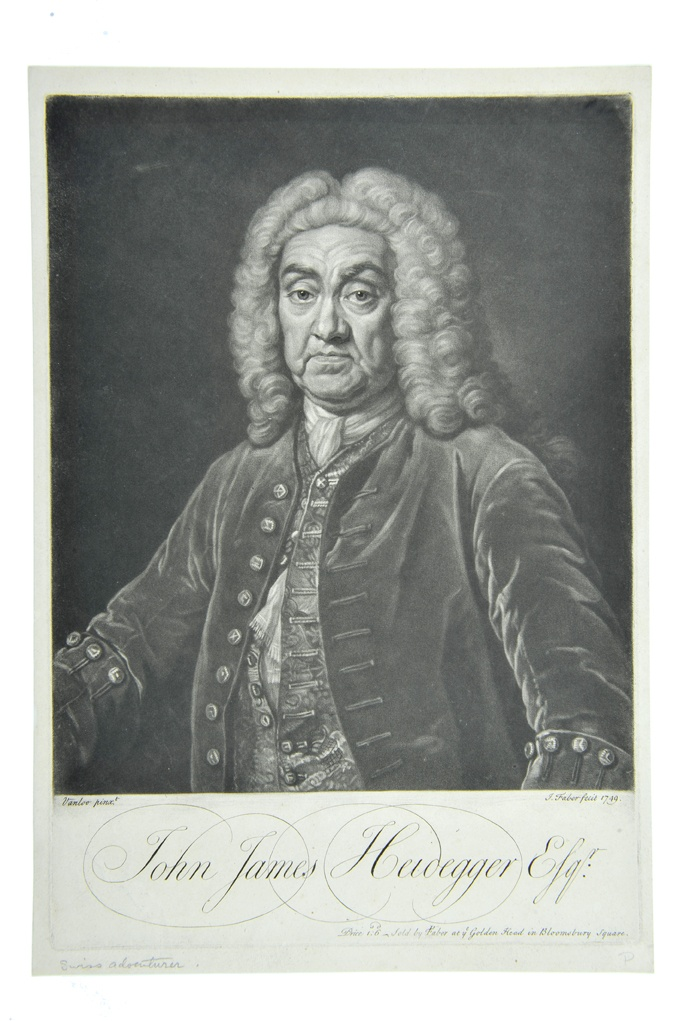
ハイデッガーの肖像（1749年）

ジョン・ジェームズ・ハイデッガー(英語: John James Heidegger、ドイツ語: Johann Jakob Heidegger、1666年6月16日 - 1749年7月9日)は、スイス出身でイギリスで活躍したオペラ興業主（インプレサリオ）。

## 生涯
ハイデッガーはスイスのチューリッヒに生まれた。ドイツ語での名前はヨハン・ヤーコプ・ハイデッガーだった。父親は神学者でチューリッヒ大学教授のヨハン・ハインリヒ・ハイデッガー (Johann Heinrich Heidegger) である。
ハイデッガーが渡英した時期は不明だが、1707年にドルリー・レーン劇場で活動していることから、それ以前にロンドンに住んでいた。ハイデッガーはアン女王、ジョージ1世、ジョージ2世の時代を通じて王室に愛された。ジョージ2世はハイデッガーを宮廷祝典局長 (Master of the Revels) に任命した。
ハイデッガーはヘイマーケットの女王劇場の副支配人だったが、1713年に支配人のオーウェン・スウィニー (Owen Swiny) が金庫を持って大陸へ夜逃げすると、かわって自分が支配人になった。1713年から1738年までヘイマーケット劇場の支配人をつとめた、また1720年に新たに結成されたオペラ興業会社の「王室音楽アカデミー」の設立者のひとりであり、その支配人でもあった。ハイデッガーはアレッサンドロ・スカルラッティ、ジョヴァンニ・バッティスタ・ボノンチーニ、ゲオルク・フリードリヒ・ヘンデルのオペラを上演し、ヘンデルとは友人になった。
王室音楽アカデミーは1728年に倒産したが、翌年ハイデッガーはヘンデルと組んでアカデミーを復活させた。ヘイマーケット劇場は5年間の契約でアカデミーに貸与されたが、1734年に契約期間が終了すると、ハイデッガーはヘンデルのライバルの貴族オペラに劇場を貸し与え、ヘンデルは新設のコヴェント・ガーデン劇場に移らざるを得なかった。1737年に貴族オペラが倒産すると、ハイデッガーは再びヘンデルと手を組んでオペラを上演した。

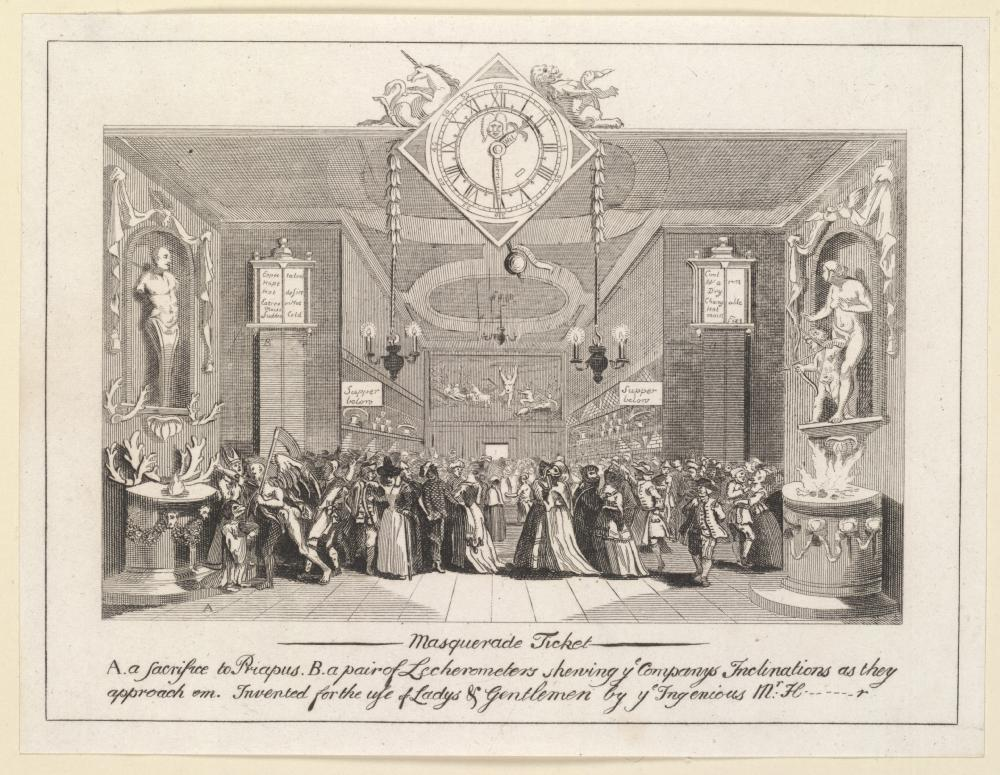
ウィリアム・ホガースによる仮面舞踏会の風刺画。「才能あるH----r氏によって発明された」と書かれている

ハイデッガーはまたヘイマーケット劇場での仮面舞踏会の開催によっても有名になった。仮面舞踏会はロンドンで大流行したが、下品でふしだらとされて当時のロンドン大司教エドモンド・ギブスンから批判をあびた。しかしハイデッガーは意に介さなかった。ハイデッガーは仮面舞踏会で年に2000ポンド以上の収益をあげていたという。1729年にミドルセックスの大陪審によってハイデッガーは悪徳と不品行を助長するものとされた。ハイデッガーの仮面舞踏会はきわめて悪名高く、ウィリアム・ホガースが何度も風刺画の対象にしているほか、ヘンリー・フィールディングも1728年にレミュエル・ガリヴァーの偽名で「仮面舞踏会」という風刺詩を書いている。
ハイデッガーは顔が醜いことで有名であり、「これまでこの世に存在した中で最も醜い男」とまで言われた。顔の醜さにまつわる滑稽な話で社交界に広く名を知られた。
1749年にリッチモンドの自宅で没した。